# Miguel Gotor
Miguel Gotor (Roma, 18 aprile 1971) è uno storico, politico e saggista italiano.

## Biografia
Nato e cresciuto a Roma è sposato ed ha due figlie, Caterina (2011) e Anna (2016). Insegna storia moderna presso il dipartimento di studi letterari, filosofici e di storia dell'arte dell’Università degli Studi di Roma Tor Vergata, dove si occupa di storia della vita religiosa fra Cinquecento e Seicento, in particolare di santi, eretici e inquisitori, e di storia degli anni settanta del Novecento.
Ha collaborato alle pagine politiche e culturali dei quotidiani La Stampa, Il Sole 24 ore e del settimanale L'Espresso e dal 2020 scrive su la Repubblica (lo aveva già fatto tra il 2011 e il 2013).
Nel 2008 ha vinto il Premio Viareggio per la saggistica con Lettere dalla prigionia, volume dedicato agli scritti che Aldo Moro produsse durante il suo sequestro a opera delle Brigate Rosse.
Ha inoltre pubblicato Il memoriale della Repubblica. Gli scritti di Aldo Moro dalla prigionia e l’anatomia del potere italiano (2011), La passione non è finita (2013) che raccoglie gli scritti di Enrico Berlinguer, L’Italia nel Novecento. Dalla sconfitta di Adua alla vittoria di Amazon (2019). e Generazione Settanta. Storia del decennio più lungo del secolo breve (2022), con cui ha vinto il Premio Capalbio per la saggistica nel 2023. È autore, insieme con Elena Valeri, di un manuale in tre volumi per le scuole superiori che si intitola Passaggi. Dalla città al mondo globale (2018) che ha avuto una nuova edizione intitolata Generazioni. Città, Stati, Comunità (2025).
Nel 2022 interpreta il ruolo di un giudice in Esterno notte, film su Aldo Moro di Marco Bellocchio, di cui è stato consulente storico.

## Attività politica
Alle elezioni politiche del 2013 è stato candidato, ed eletto, al Senato della Repubblica, tra le liste del Partito Democratico nella circoscrizione Umbria, dove era capolista.
Ha fatto parte della corrente interna al PD denominata "Area riformista" fino al febbraio 2017, quando ha lasciato quel partito ed è stato tra i fondatori di Articolo 1 - Movimento Democratico e Progressista (MDP) di cui è stato responsabile nazionale del dipartimento Scuola, Università e ricerca fino al 2021.
Alle elezioni politiche del 4 marzo 2018 ha sostenuto la lista di Pietro Grasso Liberi e Uguali, per la quale si è candidato alla Camera dei deputati nel collegio plurinominale Lazio 1 - 01, senza risultare eletto.
Dal 4 novembre 2021 al 27 ottobre 2024 è stato assessore alla cultura del comune di Roma, nella giunta capitolina del sindaco Roberto Gualtieri.

## Opere

### Saggi
- I beati del papa. Santità, Inquisizione e obbedienza in età moderna, Firenze, Olschki, 2002, ISBN 88-222-5152-0.
- Chiesa e santità nell'Italia moderna, Roma-Bari, Laterza, 2004, ISBN 88-420-7176-5.
- Immagini di un cinquantennio (1954-2004), s.l., Piria, 2006, ISBN 88-86431-04-X.
- Il memoriale della Repubblica. Gli scritti di Aldo Moro dalla prigionia e l'anatomia del potere italiano, Torino, Einaudi, 2011, ISBN 978-88-06-20039-8.
- Santi stravaganti. Agiografia, ordini religiosi e censura ecclesiastica nella prima età moderna, Roma, Aracne, 2012, ISBN 978-88-548-5074-3.
- L'isola di Wikipedia Una fonte elettronica, in AA.VV., Prima lezione di metodo storico, Edizioni Laterza, 2015, ISBN 9788858122600
- Io ci sarò ancora. Il delitto Moro e la crisi della Repubblica, prefazione di Gian Carlo Caselli, Roma, Paper FIRST, 2019, ISBN 978-88-997-8471-3. - II ed. con un testo inedito, Premessa di Marco Bellocchio, PaperFirst, 2022, ISBN 977-81-430-1545-8.
- L'Italia del Novecento. Dalla sconfitta di Adua alla vittoria di Amazon, Collana Passaggi, Torino, Einaudi, 2019, ISBN 978-88-062-4274-9.
- Il sovrano spodestato. Una conferenza sul caso Moro, Roma, Castelvecchi, 2020, ISBN 978-88-328-2994-5.
- Generazione Settanta. Storia del decennio piú lungo del secolo breve 1966-1982, Collana Storia, Torino, Einaudi, 2022, ISBN 978-88-062-5158-1.
- Passaggi. Dalla città al mondo globale, Milano, Le Monnier scuola, Mondadori education, 2018 (3 voll., con Elena Valeri)
- Generazioni. Città, Stati, Comunità - Corso di storia, Milano, Le Monnier scuola, Mondadori education, 2025 (3 voll., con Elena Valeri)

### Curatele
- Aldo Moro, Lettere dalla prigionia, Torino, Einaudi, 2008. ISBN 978-88-06-18585-5.
- Gigliola Fragnito, Cinquecento italiano. Religione, cultura e potere dal Rinascimento alla Controriforma, con Elena Bonora, Bologna, Il Mulino, 2011. ISBN 978-88-15-23538-1.
- Pier Luigi Bersani, Per una buona ragione, con Claudio Sardo, Roma-Bari, Laterza, 2011. ISBN 978-88-420-9689-4.
- Enrico Berlinguer, La passione non è finita. Scritti, discorsi, interviste. 1973-1983, Torino, Einaudi, 2013. ISBN 978-88-06-21505-7.

## Podcast
- Cadaveri eccellenti, di Miguel Gotor, prodotto da Frame-Festival della Comunicazione, su Audible, 2022